# Björntjärnen (Orsa socken, Dalarna, 678712-144536)
Björntjärnen är en sjö i Orsa kommun i Dalarna och ingår i Dalälvens huvudavrinningsområde.